# Аварга
Аварга — степь, где, по легенде, располагалась первая кочевая столица Монгольской империи после того, как Чингисхан отнял территорию у рода джуркин. Аварга находилась в месте слияния рек Керулен и Ценкер, в современной провинции Хэнтий, Монголия.

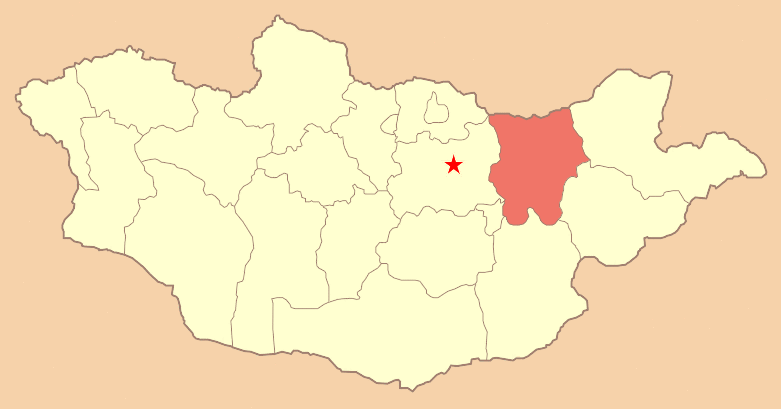
Карта Монголии (красным отмечена провинция Хэнтий, звездой отмечена столица Монголии Улан-Батор)

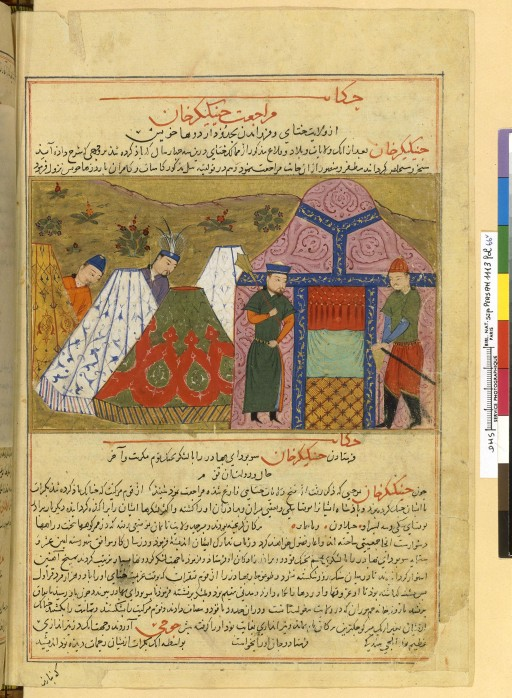
Ставка Чингисхана. Миниатюра из персидской летописи Джами ат-таварих Рашид ад-Дина, XIV век

Это место первоначально называлось Аураг, что означает источник на монгольском языке. Аварга находится недалеко от места, где жила семья Чингисхана. Устная традиция утверждает, что Бортэ и другие члены семьи продолжали жить в Аварге во время монгольского нашествия на Хорезм (1218—1223). 
Это был центр сбора и распределения товаров со всей империи, но вскоре он оказался слишком маленьким, и монгольский двор основал базу в Каракоруме. При Хубилай-хане и его преемниках Аварга стала святыней для культа Чингисхана.